# Мамедов, Али Гусейн оглы
Али Гусейн оглы Мамедов (азерб. Əli Hüseyn oğlu Məmmədov; 12 августа 1955, Нахичевань — 1 октября 1992) — азербайджанский офицер полиции, Национальный герой Азербайджана.

## Биография
Али Мамедов родился 12 августа 1955 года в Нахичевани. Учился в школе № 255 в Баку. После поступил в Бакинскую школу типографии. После окончания школы некоторое время работает печатником в типографии. В 1975 году был призван в ряды Советской Армии. В 1978 году начинает работать в органах внутренних дел рядовым милиционером. В 1982 году поступил в академию МВД, которую успешно окончил в 1984 году. В 1987 году был направлен на курсы повышения квалификации в Московскую академию МВД. Вернувшись в Баку, Али Мамедов работал в управлении милиции Бинагадинского района. Дослужился до звания капитана и был назначен старшим оперуполномоченным уголовного розыска.

### Первая карабахская война
24 сентября 1992 года по особому заданию он был командирован в Лачинский район. Продемонстрировал личную отвагу, принимая участие в освобождении от армянских оккупационных сил высоты Гызарты. 1 октября 1992 года погиб в неравном ожесточенном бою, где враг обладал значительным численным перевесом.
Был женат, отец двух детей.

## Память
Указом президента Азербайджанской Республики от 19 октября 1992 года Мамедову Али Гусейн оглы было присвоено звание Национального героя Азербайджана (посмертно).
Похоронен на Аллее Шехидов в Баку. Одна из улиц в Баку названа его именем.